# Малоусинское сельское поселение
Малоусинское се́льское поселе́ние — муниципальное образование в Еловском районе Пермского края Российской Федерации.
Административный центр — село Малая Уса.

## История
Статус и границы сельского поселения установлены Законом Пермской области от 10 ноября 2004 года № 1761-364 «Об утверждении границ и о наделении статусом муниципальных образований Еловского района Пермской области»

## Население
| 2010 | 2012 | 2013 | 2014 | 2015 | 2016 | 2017 |
| ---- | ---- | ---- | ---- | ---- | ---- | ---- |
| 485  | ↘465 | ↘436 | ↘408 | ↘397 | ↘371 | ↘342 |
| 2018 | 2019 | 2020 |      |      |      |      |
| ↘324 | ↘307 | ↘294 |      |      |      |      |

## Состав сельского поселения
| № | Населённый пункт | Тип населённого пункта       | Население |
| - | ---------------- | ---------------------------- | --------- |
| 1 | Большой Кашкалак | деревня                      | 19        |
| 2 | Малая Уса        | село, административный центр | 235       |
| 3 | Свобода          | деревня                      | 14        |
| 4 | Шубино           | деревня                      | 80        |
| 5 | Шумово           | деревня                      | 137       |